# New Zealand State Highway 53
Der New Zealand State Highway 53 (auch State Highway 53 oder in Kurzform SH 53) ist eine Fernstraße von nationalem Rang im Süden der Nordinsel von Neuseeland.

## Strecke
Der SH 53 zweigt bei Featherston vom New Zealand State Highway 2 ab und führt in südöstlicher Richtung zunächst durch Kaiwaiwai. Anschließend überquert er den Ruamahanga River und endet im Zentrum von Martinborough.